# Kathrin Lang
Kathrin Cornelia Lang, geboren Hitzer, (Balingen, 3 september 1986) is een voormalig Duitse biatlete. Ze behaalde tot nu toe in haar carrière twee individuele wereldbekeroverwinningen:
in het seizoen 2007/2008 was ze de beste in de achtervolging en de massastart van Chanty-Mansiejsk.
Hitzer maakte haar debuut in de wereldbeker in het seizoen 2006/2007, in haar eerste individuele wedstrijd in Östersund werd ze 25e.
Hitzer woont in Ruhpolding en heeft sinds de zomer van 2008 een relatie met Michael Greis.

## Belangrijkste resultaten

### Wereldkampioenschappen junioren
| Jaar | Plaats          | Resultaten                                                                                |
| ---- | --------------- | ----------------------------------------------------------------------------------------- |
| 2004 | Haute Maurienne | 6e 12,5 km individueel · 7,5 km sprint · 4e 10 km achtervolging                           |
| 2005 | Kontiolahti     | 13e 12,5 km individueel · 15e 7,5 km sprint · 7e 10 km achtervolging · 3 x 6 km estafette |

### Wereldkampioenschappen
| Jaar | Plaats    | Resultaten                                  |
| ---- | --------- | ------------------------------------------- |
| 2007 | Antholz   | 31e 15 km individueel 5e gemengde estafette |
| 2008 | Östersund | 12e 7,5 km sprint 9e 10 km achtervolging    |

### Wereldbeker
Eindklasseringen
| Seizoen   | Algemeen | Individueel | Sprint | Achtervolging | Massastart |
| --------- | -------- | ----------- | ------ | ------------- | ---------- |
| 2006/2007 | 10e      |             |        |               |            |
| 2007/2008 | 11e      |             |        |               |            |